# War of the Satellites
War of the Satellites este un film SF american din 1958 regizat de Roger Corman pentru Allied Artists. În rolurile principale joacă actorii Susan Cabot, Richard Devon, Eric Sinclair.
Filmul a fost distribuit în Statele Unite de către Allied Artists ca un film dublu împreună cu Attack of the 50 Foot Woman.

## Actori
- Dick Miller este Dave Boyer
- Susan Cabot este Sybil Carrington
- Richard Devon este Dr. Pol Van Ponder